# Quillaja saponaria
Genre
Espèce
Quillaja saponaria est une espèce de plantes à fleurs de la famille des Rosacées. Certaines études récentes le classent dans la famille des Quillajacées. C'est un arbre à feuilles persistantes provenant d'Amérique du Sud.

## Description
Il produit des fleurs blanches.

## Usages
Une fois réduite en poudre, son écorce, plus connue sous le nom de « bois de Panama », est utilisée comme savon, en raison de la présence de saponine. La poussière issue de cette poudre est particulièrement irritante pour les muqueuses.
D'après le livre Introduction en permaculture de Bill Mollison, il est d'usage d'intercaler le Quillaja avec des arbres fruitiers de plusieurs espèces. Cela favorise la gestion de certains insectes nuisibles autour des arbres fruitiers, ce qui du coup, n'oblige nullement l'intervention de pesticide ou autre. Il n'est pas rare que des cultures de sous-étage se retrouvent associées à ces derniers. Ainsi, tout cela favorise un certain micro-climat, qui accueille des espèces de végétaux et d'animaux divers dans un espace appelé "Verger". Le but étant de favoriser le bien-être d'un verger par l’association de plusieurs intervenants vivants (végétaux, animaux, vie du sol, etc.).
La saponine QS-21 dérivée de l'écorce du Quillaja saponaria a un rôle d'adjuvant pour des vaccins (exemple Nuvaxovid, vaccin contre le Covid19, où Quillaja saponaria Molina entre dans la composition de l'adjuvant Matrix-M).
En Californie, le Quillaja saponaria est sur la liste des plantes à poison.